# パンケーキ岩礁
パンケーキ岩礁とは、アメリカ合衆国アラスカ州にあるアリューシャン列島のフォックス諸島を構成する岩礁である。

## 地理
ウムナック島の西岸から約3.1kmに位置している。

## 歴史
1938年に命名された。